# إيلي أكيرا
ايلي اكيرا (باليابانية: 晶エリ) واسمها الحقيقي فريزا تيرونوما (باليابانية: 照沼ファリーザ) ممثلة اباحية وعارضة يابانية من أصل سوري ولدت يوم 22 كانون الأول 1986 في السعودية. كانت تعرف سابقا باسم يوكا اوساوا (باليابانية: 大沢佑香) و هيتومي نيشيكاوا (باليابانية: 西川ひとみ). شاركت في أكثر من 800 فيلم اباحي.

## حياتها
ولدت في السعودية لأب سوري وأم يابانية. وهي الاخت الثانية من ثلاث اخوات. وعلى الرغم من ولادتها في السعودية الا انها عاشت في طوكيو ولم تنشأ على الحس الأخلاقي الإسلامي الذي يعتبر إظهار المرأة لعورتها محرمًا.
بدأت مسيرتها كممثلة اباحية في تموز 2005 بأسم «يوكو اوساوا». وفي عام 2007 شاركت في ثلاثة افلام بينك موفي للمخرج يوتاكا ايكيجيما.
وفي عام 2009 غيرت اسمها الفني الى "إيلي أكيرا". وفي اواخر عام 2012 اعلنت اعتزالها التمثيل . وفي عام 2019 اعلنت عودتها مجددا.

### مصورة ورسامة
في عام 2008 بدأت مسيرتها كمصورة باستخدام اسمها الحقيقي وفي عام 2009 شاركت بمعارض فنية. وشاركت كرسامة برسم عدة لوحات بورته لنفسها وفازت بعدة جوائز عنها.
وفي عام 2009 اقامت معارض لصورها في طوكيو. وفي نفس العام كانت ضمن الذين تمت دعوتهم لتصميم قمصان لجمع الأموال من أجل ضحايا إعصار موراكوت في تايوان. وفي عام 2011 نشرت مجلد يحتوي عدد من صورها. وفي عام 2012 اقامت معرض فني في تايوان لصورها.

## روابط أضافية
- 晶エリー akiraelly（大沢佑香・新井エリー）の weblog
- fareeza＊weblog　照沼ファリーザのweblog
- ☆がんばりガールずのブログ☆（アメーバブログ
- إيلي أكيرا على موقع IMDb (الإنجليزية)
- إيلي أكيرا على موقع قاعدة بيانات الفيلم (الإنجليزية)
- إيلي أكيرا على موقع كينوبويسك (الروسية)